# Motor OHC

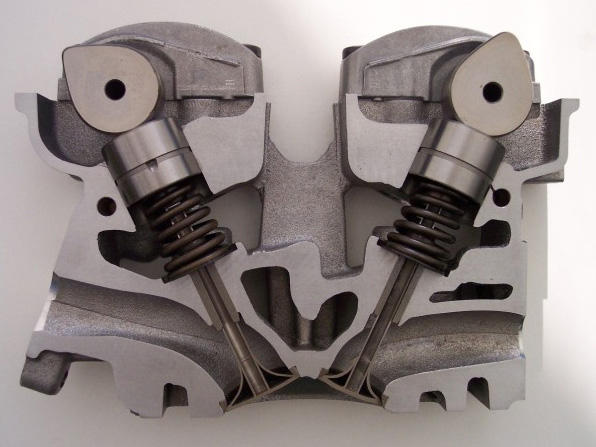
Secció de la culata d'un motor DOHC (doble arbre de lleves a la culata)

Un motor OHC (de l'anglès Overhead camshaft, "arbre de lleves al cap" o "arbre de lleves a la culata") és aquell que té l'arbre de lleves situat a la part superior del capçal del motor, és a dir, de la culata. La situació, per tant, de l'arbre de lleves per sobre de la cambra de combustió contrasta amb els motors de vàlvules aèries (OHV), un disseny més antic on l'arbre de lleves està situat al bloc del motor, sota la cambra de combustió.
El fet de tenir l'arbre de lleves a la culata permet l'activació directa de les vàlvules d'admissió i d'escapament del motor. A la vegada, l'acció directa de les vàlvules permet una major precisió, cosa que es tradueix en una major eficiència energètica. L'eficiència d'aquest sistema s'incrementa quan es combina amb la transmissió variable contínua, la qual, en variar el temps d'activació de les vàlvules, aporta una major economia de combustible, així com una corba de parell motor més lineal.
Hi ha dos tipus de motor OHC:
- SOHC (de l'anglès Single Overhead camshaft): quan el sistema té només un arbre de lleves i, generalment, dues vàlvules per cilindre.
- DOHC (de l'anglès Double Overhead camshaft): quan el sistema té dos o més arbres de lleves i, generalment, quatre vàlvules per cilindre.